# Protracheoniscus politus
Die Protracheoniscus politus ist eine Art der Landasseln. Sie lebt recht lokal im zentralen bis östlichen Mitteleuropa.

## Merkmale
Die Körperlänge beträgt 6–9,5 mm. Der von der Grundfarbe her dunkelbraune Körper ist relativ glatt, ausgestreckt schmal oval geformt und der Hinterleib (Pleon) ist nicht schmaler als die Brust (Cephalothorax). Jederseits der Rückenmitte ist die Art hell gestrichelt. Eine Marmorierung kann, aber muss nicht, vorhanden sein. Vorhandene Fleckenreihen sind weißlich. Die Hinterecken des 1. Segments (1. Pereiomer) sind nach vorne gerundet und nicht spitz ausgezogen.
Die Fühlergeißel besteht aus 2 Segmenten. Die Seitenlappen am Kopf sind vorhanden, aber nur sehr schwach erkennbar, so dass es möglich ist sie zu übersehen. Von Auge zu Auge zieht sich eine deutliche Linea frontalis, eine Leiste am vorderen Kopfende. Ein Stirndreieck ist nicht vorhanden. Die Augen bestehen aus mehr als 5 Ocellen.
Bei den Uropoden am Körperende ist der abgeflachte Außen-Ast (Exopodit) länger und breiter als der Innen-Ast (Endopodit). Das Grundglied der Uropoden trägt keinen Fortsatz. Das ebenfalls am Körperende liegende Telson ist spitz zulaufend.
Das 7. Laufbeinpaar der Männchen weist keine Modifikationen auf. Bei den Männchen springt vor der Spitze der 1. Hinterleibsbein-Innenäste (Pleopoden-Endopodite) ein dreieckiger Lappen vor. P. politus besitzt 5 Trachealsysteme.

### Ähnliche Arten
Es gibt eine Reihe ähnlicher Arten aus dem gleichen Gebiet:
Bei der Moosassel (Philoscia muscorum) und der nahe verwandten Philoscia affinis ist ebenfalls eine deutliche Linea frontalis vorhanden. Allerdings besteht die Fühlergeißel aus 3 Gliedern, der Hinterleib ist schmaler als der vordere Körperteil und die Seitenlappen fehlen vollständig, ebenso fehlen Trachealsysteme. Dennoch sind beide Arten P. politus sehr ähnlich, vor allem aufgrund ihrer Färbung und Marmorierung.
Bei Lepidoniscus minutus und der nah verwandten Lepidoniscus pruinosus fehlen die Seitenlappen am Kopf vollständig. Zudem fehlt der Mittellappen, es ist keine Linea frontalis vorhanden. Auch besteht die Fühlergeißel aus 3 Gliedern und der Hinterleib ist schmaler als der vordere Körperteil. Ansonsten sind die beiden Arten P. politus sehr ähnlich, vor allem auch aufgrund ihrer Färbung und Marmorierung.
Die Sumpfassel (Ligidium hypnorum) und die nah verwandte Art Ligidium germanicum haben griffelförmige Uropoden-Außenäste. Durch die Form der Uropoden, den schmalen Hinterleib, die 10-gliedrige Fühlergeißel, den fehlenden Mittellappen, die fehlenden Seitenlappen und die Form des Telsons lassen sich diese beiden Arten von P. politus unterscheiden. Sie sind also nur auf den ersten Blick ähnlich, da Färbung und Marmorierung sich oft ähneln.
Bei Porcellionides pruinosus und Porcellionides cingendus ist der Mittellappen gerundet. Außerdem besitzen die Arten 3 nur Trachealsysteme und der Hinterleib ist bei ihnen schmaler als der vordere Körperteil.
Auch mit der Urbanen Landassel (Cylisticus convexus) wäre eine Verwechselung denkbar, jedoch sind bei dieser Art die Hinterecken des 1. Segments ausgezogen, die Seitenlappen am Kopf sind deutlich erkennbar und der Mittellappen am Kopf ist spitz dreieckig geformt. Bei genauerer Betrachtung sind die Arten gut voneinander erkennbar.

## Verbreitung
Die Art ist im zentralen bis östlichen Mitteleuropa verbreitet, vor allem im Raum östlich der Alpen und angrenzenden Gebieten. Von vereinzelten Funden abgesehen kommt sie vom östlichen bis südöstlichen Deutschland und dem südlichen Polen über Tschechien und das östliche Österreich bis nach Kroatien und Ungarn vor. Die meisten Funde liegen dabei im östlichen und südöstlichen Österreich sowie dem angrenzenden Slowenien und zum Teil Ostdeutschland.
In Deutschland gibt es einen Einzelfund von 1919 aus der Eifel in Rheinland-Pfalz. Abgesehen davon ist die Art nur aus Bayern, Hessen, Thüringen, Sachsen und Sachsen-Anhalt, also dem östlichen Deutschland, bekannt. Der Fund aus Hessen ist dabei ein Fund von 1931 und liegt an der Grenze zu Thüringen. In Bayern ist die Art vor allem aus dem Nordosten des Landes und dem Bayerischen Wald bekannt, aber auch aus dem Südosten. Auch die Funde aus Thüringen sind älter. In Sachsen scheint die Art recht verbreitet zu sein, während sie in Sachsen-Anhalt nur im Süden bis Südosten des Landes vertreten ist.
Die Art gilt in Deutschland als ungefährdet.

## Lebensraum und Lebensweise
Die Art lebt an Waldrändern von Laubwäldern und Gebüsch, vor allem in den Mittelgebirgen, auch an trockeneren Standorten, unter Laub und Holz.
Bei Störung flieht sie rasch. Die Art ist ganzjährig zu finden, aber besonders häufig von Februar bis Mai und von Juli bis Oktober. Die Phänologie ist aufgrund der eher wenigen Funden jedoch nur unzureichend erforscht, somit ist es gut möglich, dass die Art ganzjährig zu finden ist.

## Taxonomie
Die Art wurde 1841 von Carl Ludwig Koch unter dem Namen Porcellio politus erstbeschrieben. Weitere Synonyme lauten Porcellio amoenus C.L.Koch, 1841, Protracheoniscus amoenus (C.L.Koch, 1841), Protracheoniscus mannomarcius Verhoeff, 1927, Protracheoniscus mehelyi Kesselyak, 1930, Protracheoniscus saxonicus Verhoeff, 1927 und Protracheoniscus uncinatus Kesselyak, 1930.

### Unterarten
Es existieren zwei anerkannte Unterarten:
- Protracheoniscus politus mehelyi Kesselyak, 1930
- Protracheoniscus politus politus (C.L.Koch, 1841)